# 艾安·穆科吉
艾安·穆科吉（英語：Ayan Mukerji，1983年8月15日—），印度电影导演，主要活跃于宝莱坞电影界。他来自宝莱坞有名的穆科吉家族，亲戚包括演员卡約兒和拉妮·穆科吉等人。
他作為导演的出道作品《Wake Up Sid》備受肯定。穆科吉之後在2013年拍摄了《那些年我們瘋狂的青春》，這電影大獲好評並成為宝莱坞当是票房收入最高的电影之一。